# واندا نارا
واندا نارا (به انگلیسی: Wanda Icardi) (زاده ۱۰ دسامبر ۱۹۸۶) مدل، مدیربرنامه ورزشی و مجری تلوزیونی زن آرژانتینی است.
واندا در سال ۲۰۱۴ با مائورو ایکاردی ازدواج کرد . 
او همچنین به عنوان مدیر برنامه‌های همسرش فعالیت می‌کرد.

## زندگی شخصی
نارا از ۲۸ مه ۲۰۰۸ با ماکسی لوپز ازدواج کرد، و تا ۶ نوامبر ۲۰۱۳ همسر او بود. نارا و لوپز پس از اینکه لوپز او را به خیانت به او متهم کرد، طلاق گرفتند، اما او لوپز را به خیانت زناشویی مکرر متهم کرد، و قاضیان آرژانتینی او را از اتهام آزار و اذیت علیه فرماندار خانه‌شان تبرئه کردند، اما او توانست اذهان عمومی را مبنی بر اینکه شوهرش به او خیانت کرده‌است متقاعد کند. لوپز و نارا سه پسر دارند، والنتینو گاستون لوپز نارا (متولد ۲۵ ژانویه ۲۰۰۹)، کنستانتینو لوپز نارا (متولد ۱۸ دسامبر ۲۰۱۰) و بندیکتو لوپز نارا (متولد ۲۰ فوریه ۲۰۱۲). اندکی پس از طلاق، نارا به همراه پسرانش ایتالیا را ترک کرد و به بوئنوس آیرس بازگشت و با مائورو ایکاردی رابطه برقرار کرد.
ایکاردی، نارا را در دوران دوستی خود با لوپز می‌شناخت، زمانی که آنها در سری آ ۲۰۱۲–۱۳ در یک تیم بازی می‌کردند. در جریان بازی در آوریل ۲۰۱۴ سری آ بین سمپدوریای لوپز و اینتر ایکاردی، لوپز به‌طور مشخص از دست دادن با ایکاردی خودداری کرد و مطبوعات بین‌المللی را به این موضوع سوق داد و این بازی به هماورد واندا شهرت یافت. نارا و ایکاردی متعاقباً در ۲۷ مه ۲۰۱۴ ازدواج کردند. مدت کوتاهی پس از طلاق نارا از همسر اول لوپز (که در ۶ نوامبر ۲۰۱۳ اعلام شد)، با یک مراسم کوچک در بوئنوس آیرس و یک جشن عروسی بزرگ در ۷ ژوئن ۲۰۱۴ که توجه مطبوعات بین‌المللی را به خود جلب کرد. لوپز، در آوریل ۲۰۱۶، داستان واندا دربی را با امتناع دوباره از دست دادن با او در طول یک مسابقه سری آ تکرار کرد. نارا و ایکاردی دو دختر دارند، فرانچسکا ایکاردی نارا (متولد ۱۹ ژانویه ۲۰۱۵) و ایزابلا ایکاردی نارا (متولد ۲۷ اکتبر ۲۰۱۶). علاوه بر این، او مدیربرنامه ورزشی ایکاردی نیز می‌باشد.
در ۱۶ اکتبر ۲۰۲۱، نارا پیامی در استوری اینستاگرام خود نوشت که ظاهراً متوجه همسرش ایکاردی بود. در این پیام آمده بود که شخصی «خانواده دیگری را به خاطر یک هرزه ویران کرده‌است». روز بعد، او پاریس را به همراه پنج فرزندش به مقصد میلان، که خانه سابق خانواده تا سال ۲۰۱۹ بود، ترک کرد. بعدها، دو همسر آشتی کردند، و نارا و پنج فرزندش برای زندگی با ایکاردی بازگشتند. با این حال، نارا حدود یک سال بعد در ۲۲ سپتامبر ۲۰۲۲ در استوری اینستاگرام پایان ازدواج خود را اعلام کرد. دو ماه بعد، نارا و ایکاردی دوباره با هم بودند، قبل از اینکه یک ماه بعد دوباره از هم جدا شوند. رابطه دوباره و دوباره آنها با آشتی دیگری در سال ۲۰۲۳ ادامه یافت.

## اوایل زندگی و حرفه شغلی
نارا در ۱۰ دسامبر ۱۹۸۶ در بولون سور مر، بوئنوس آیرس به دنیا آمد. او فرزند آندرس نارا و نورا کولوسیمو است. او یک خواهر کوچکتر به نام زایرا دارد.

### حرفه شغلی
نارا در فصل تئاتر تابستانی ۲۰۰۵–۲۰۰۶ در ریویوی هیومر ئن کوستودیا (به اسپانیایی: Humor en custodia) برای اولین بار به صورت رسمی به عنوان بازیگر کاباره روی صحنه رفت. در فصل تئاتر تابستانی ۲۰۰۶–۲۰۰۷، نارا در ریویوی پادشاه کورونا (به انگلیسی: King Corona) اثر خورخه کورونا باز هم به عنوان یک ودت (بازیگر کاباره) روی صحنه رفت. او پس از دو ماه به دلیل ادعای سوءاستفاده از سوی کمدین و همسرش، ریویو را ترک کرد. نارا، پس از این رسوایی (که باعث شهرت او در مجلات شایعات شد)، قراردادی را با پاتیناندو پور ئون سوئنیو (به اسپانیایی: Patinando por un sueño) از برنامه تلویزیونی شومچ (به انگلیسی:Showmatch) امضا کرد که در اوت تا دسامبر ۲۰۰۷ به عنوان شرکت کننده، رقاص و عشوه‌گر در آن برنامه حضور داشت. در اواخر سال ۲۰۰۹ او در ال موزیکال د توس سوئنیوس (به اسپانیایی: El musical de tus sueños) به عنوان یک فرد مشهور شرکت کرد و در مه ۲۰۱۱ در بایلاندو ۲۰۱۱ (به اسپانیایی: Bailando 2011) شرکت کرد، مسابقه‌ای که نارا برای رفتن به ایتالیا با همسرش ماکسی لوپز ترک کرد و خواهرش زایرا جایگزین او شد.
نارا، در سپتامبر ۲۰۱۸، جایگزین ملیسا ساتا به عنوان یکی از مجریان و صاحب‌نظران در Tiki Taka - Il calcio è il nostro gioco شد، که یک برنامه گفتگوی ورزشی در مدیاست با مجری‌گری پیرلوئیجی پاردو بود و در اواخر شب پخش می‌شد. این برنامه در سال ۲۰۱۸ و همچنین در سال ۲۰۲۰ در شبکه ۱ ایتالیا پخش شد و در سال ۲۰۱۹ از کانال ۵ پخش شد. همکاری نارا و پاردو در این برنامه در مارس ۲۰۲۰ به دلیل دنیاگیری کووید-۱۹ به پایان رسید و در فصل بعد (پخش از سپتامبر ۲۰۲۰ در شبکه ۱ ایتالیا) جای خود را به پیرو چیامبرتی داد. در اوایل سال ۲۰۲۰، نارا در فصل چهارم گرانده فراتلو وی‌آی‌پی (به ایتالیایی: Grande Fratello VIP) که به مجری‌گری آلفونسو سینیورینی و در کانال ۵ پخش شد، به عنوان صاحب‌نظر به همراه پوپو شرکت کرد. در سپتامبر ۲۰۲۲ نارا یکی از چهار داور در فصل اول استعداد آرژانتینی کوین ئس لا ماسکارا بود. در فوریه ۲۰۲۳، او مجری جدید مسترشف آرژنتینا (به انگلیسی: Masterchef Argentina) شد.